# Roberto Jucci
Roberto Jucci (Cassino, 19 febbraio 1926) è un generale italiano, ex comandante generale dell'Arma dei Carabinieri.

## Biografia
Allievo della Scuola militare di Roma di Palazzo Salviati dal 1941 al 1943, ha frequentato successivamente l'Accademia militare di Modena e nominato ufficiale in SPE. Negli anni settanta del XX secolo è a capo del SIOS dell'Esercito Italiano, prima colonnello e poi generale di brigata. Insieme al capo del SID di allora Vito Miceli, aveva sventato un golpe contro il colonnello Muʿammar Gheddafi.
Nel 1975 è nominato generale di divisione e destinato al comando della divisione meccanizzata "Mantova" fino al 1986.
Promosso generale di corpo d'Armata, è comandante generale dell'Arma dei Carabinieri dal gennaio 1986 all'aprile 1989.
Collocato a riposo, nel 1997 è presidente della commissione di studio per la revisione della legge 24 ottobre 1977, n. 801 (nominata con decreto del Presidente del Consiglio) per la riforma del "sistema di informazione per la sicurezza della Repubblica"; dalle sue risultanze ebbero origine i disegni di legge governativi poi culminati nella legge 3 agosto 2007, n. 124.
Nel 2000 la giunta regionale siciliana lo nominò commissario straordinario per l'emergenza idrica in Sicilia, dove restò fino al 2001. Nel 2002 è alla guida di una struttura per le emergenze del dipartimento per la protezione civile.
È poi a capo di una struttura di coordinamento e di supporto ai commissari delle regioni colpite dall'emergenza rifiuti del ministero dell'ambiente.
Nel 2008 è stato nominato Alto commissario per la bonifica del fiume Sarno.